# Palacio Papal de Viterbo

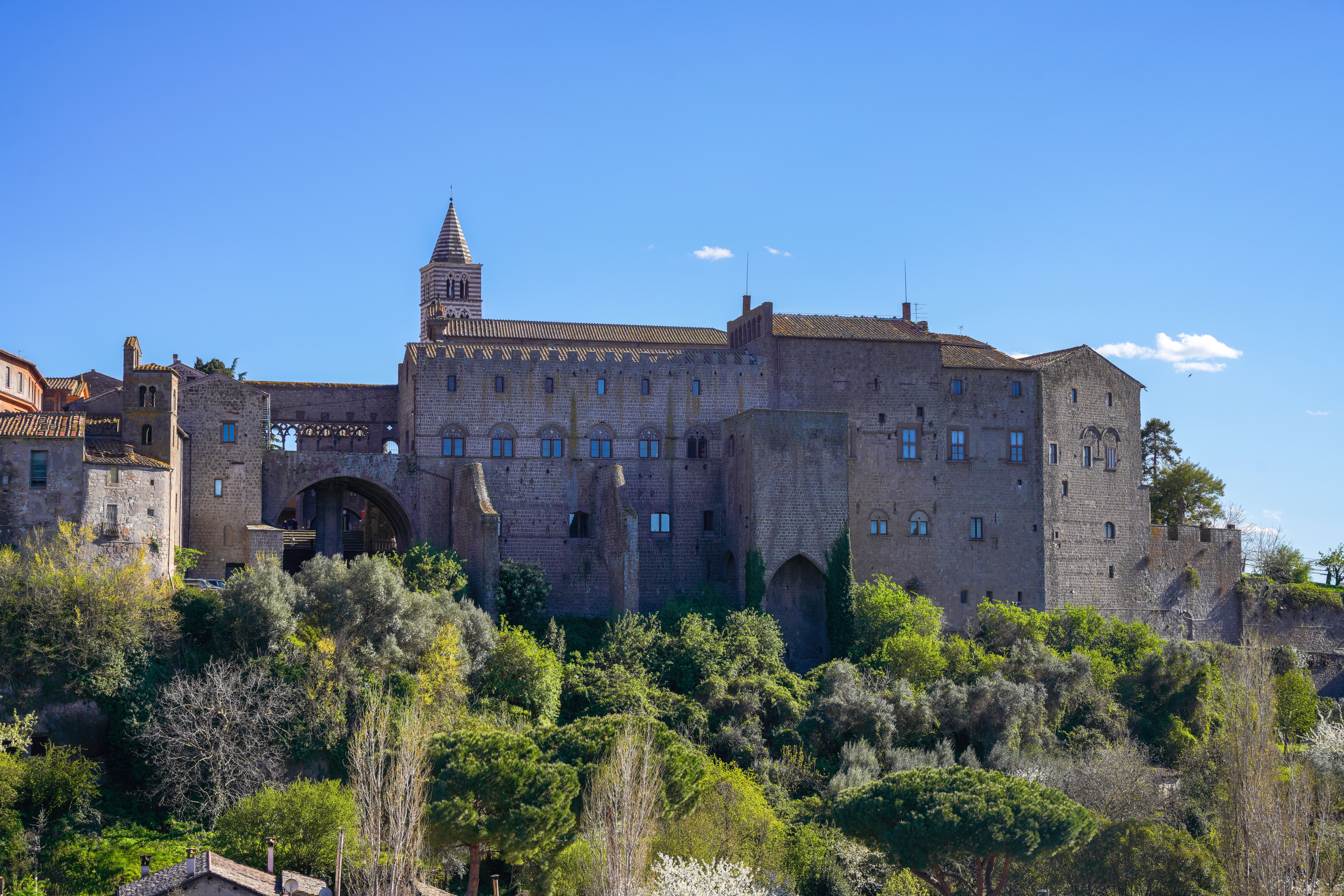
Palacio Papal de Viterbo

El Palacio Papal de Viterbo (en italiano: Palazzo dei Papi di Viterbo) es un palacio ubicado en la ciudad italiana de Viterbo, al norte de Lacio. Es uno de los monumentos más importantes de la ciudad, situado junto al Duomo de Viterbo. La Curia Romana fue trasladada a Viterbo en 1257 por el Papa Alejandro IV, debido a la hostilidad romana y la constante violencia urbana: el palacio del ex-obispo de Viterbo fue ampliada para proporcionar un lugar de administración a los Papas, así también con una residencia adecuada. 

## Descripción

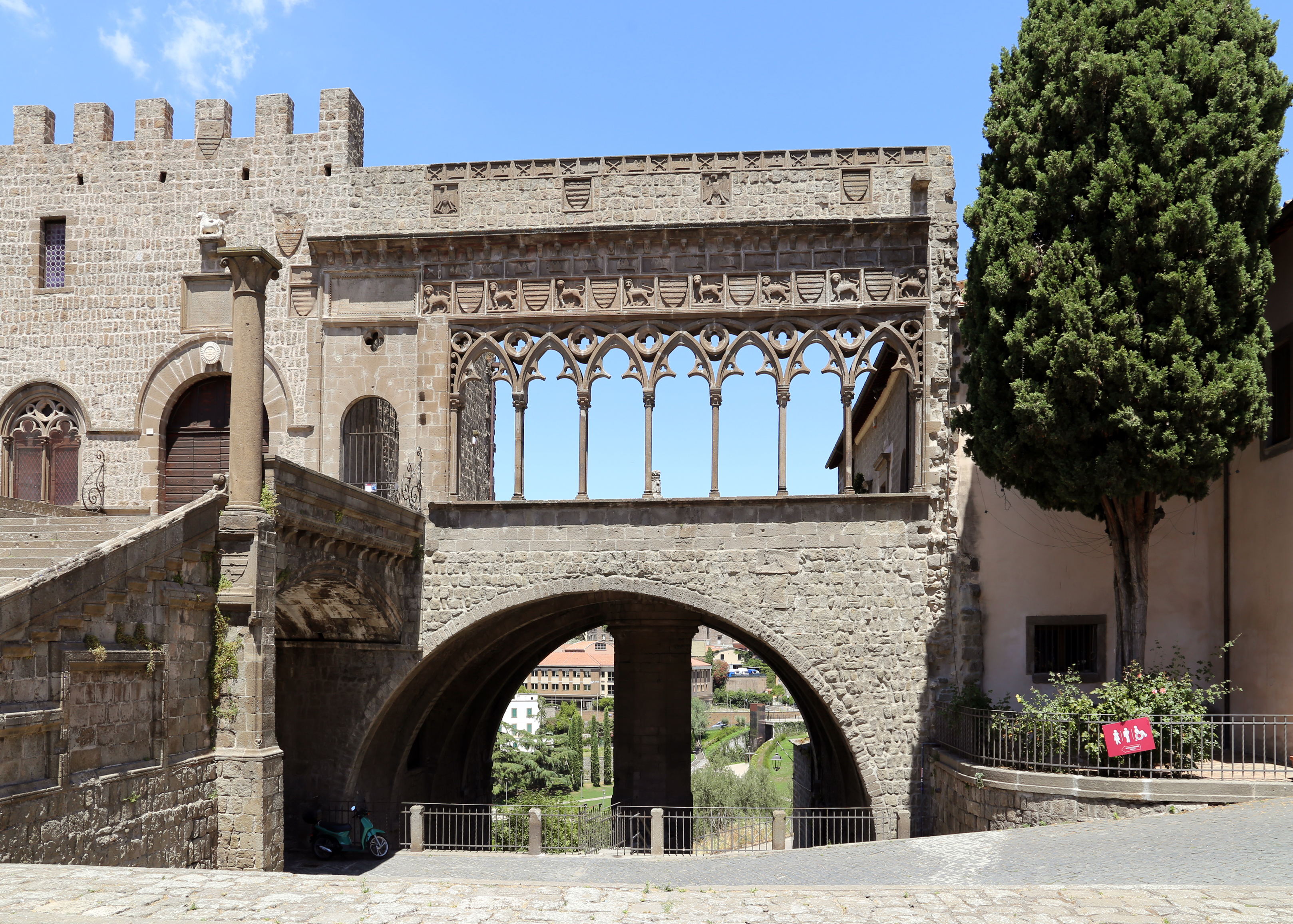
Logia del Palacio Papal

La construcción, hecha por encargo del capitano del popolo ("el capitán del Pueblo") Raniero Gatti, proporcionaba un gran salón de audiencias que se comunica con un pórtico elevado sobre una bóveda de cañón por encima de la calle de la ciudad, la que se completó probablemente alrededor de 1266.
La gran fachada, frente a la plaza central de San Lorenzo que está dominada por la catedral, es abordada por una amplia escalera terminada en 1267. La parte superior de los muros del palacio está decorado con almenas cuadradas. A la derecha hay una amplia logia sin techo con una galería dividida en siete bahías, con el apoyo de esbeltas columnas dobles y decoradas con escudos y relieves. Dentro de la galería hay una fuente del siglo XV, hecho con material de diversas edades, luciendo el escudo de armas de la familia Gatti.

## Sede Papal
Viterbo se mantuvo como sede papal durante 24 años, desde 1257 hasta 1281. Después de Alejandro IV, el palacio fue la sede de Urbano IV, de la elección papal de 1268-1271 que eligió a Gregorio X (el cónclave más largo en la historia de la Iglesia católica), sede de Juan XXI (que murió en el edificio en 1277 cuando se derrumbó su estudio), de Nicolás III y de Martin IV, que se trasladó a Orvieto en 1281. Todos estos papas fueron elegidos en la sala más famosa del palacio, la Sala del Cónclave.